# Lillebjørn Nilsens beste
Lillebjørn Nilsens beste är ett samlingsalbum med norska vissångaren Lillebjörn Nilsen. Albumet utgavs 1978 av skivbolaget NorDisc.

## Låtlista
Sida 1
1. "Gategutt" (Rudolf Nilsen/Lillebjørn Nilsen, från Portrett) – 1:50
2. "Ola Tveiten" (Lillebjørn Nilsen, från Portrett) – 2:21
3. "Den bakvendte visa" (Trad., från Portrett) – 3:32
4. "Å, mine viser dei er så mange" (Trad., från Hei-fara!) – 3:22
5. "John Riley" (Trad./Hartvig Kiran, från Portrett) – 5:29
6. "Barn av regnbuen" (Pete Seeger/Lillebjørn Nilsen, från Portrett) – 3:11

Sida 2
1. "Valle auto & bensin" (Lillebjørn Nilsen, från Hei-fara!) – 3:10
2. "Byen med det store hjertet" (Lillebjørn Nilsen, från Byen med det store hjertet) – 3:45
3. "Far har fortalt" (Lillebjørn Nilsen, från Tilbake) – 4:02
4. "Victor Jara" (Lillebjørn Nilsen, från Byen med det store hjertet) – 3:12
5. "Regnet er en venn" (Trad./Lillebjørn Nilsen, från Portrett) – 2:38
6. "Haba Haba" (Lillebjørn Nilsen, från …og Fia hadde sko) – 3:07